# Guido I de Albon
Guido I de Albon "o Delfim" (c. 1000 - Borgonha, Cluny, 22 de abril de 1075) foi conde de Oisans, Grésivaudan e de Briançonnais. 

## Biografia
Às vezes citado como "o Veteris" "o Vetus", Literalmente "o velho" ou com a alcunha de "o Delfim" literalmente "o Golfinho", animal que se encontra retratado no brasão de armas da Casa de Albon. Entretanto, a alcunha "o Delfim" só se fixaria em seus descendentes um século mais tarde.
Apesar de não ser considerado da alta nobreza, sempre se deu bem com a classe governante facto que lhe facilitou a expansão das suas propriedades entre o rio Ródano e os Alpes.
Na literatura de 1016 ele é documentado como "Count" de Moirans, em 1027 conde de Champsaur, 1035 de Oisans, em 1050 conde de Grésivaudan, em 1053 conde de Briançon. Em 1070 bteve terras no Vale de Oulx.
De 1035 em diante, sempre foi mencionado com o título de conde. Não se sabe como Guido obteve algumas das terras que detinha, se por serviços prestados ao rei ou se por outros meios.
Foi no entanto a sua influência que lhe tornou possível enriquecer e também impor alguns membros da sua família entre o clero, como foi o caso do seu tio Guido de Guigues que foi bispo de Grenoble.
Com a morte do seu tio o bispado passou ao seu primo, Mallen. O seu irmão foi bispo de Valencia, e arcebispo de Vienne. A igreja mais famosa da província estava nas mãos dos primos por casamento.

## Relações familiares
Foi filho de Guido de Albon (? - 1034) e de Gotelana de Clérieux. 
Casou-se com Adelaide de Turim também conhecida como Adelaide de Susa (de quem foi o primeiro marido), filha de Otão I de Saboia, e de Adelaide de Susa, de quem teve:
1. Guido II de Albon (1025 - janeiro de 1095) casado com Adelaide de Turim.

Foi igualmente casado com Inês de Barcelona (1056 -  1071), filha de Raimundo Berengário I de Barcelona (1023 - 1076) e de Almodis de La Marche, de que não terá tido filhos.